# Кампео (Латина)
Кампео је насеље у Италији у округу Латина, региону Лацио.
Према процени из 2011. у насељу је живело 36 становника. Насеље се налази на надморској висини од 406 м.